# Hartwig Naphtali Carlebach
Hartwig Naphtali Carlebach, auch Naftali Carlebach (21. August 1889 in Lübeck – 23. Dezember 1967 in New York City) war ein deutsch-amerikanischer Rabbiner.

## Leben
Hartwig Carlebach stammte aus einer Lübecker Rabbiner-Dynastie. Er war das elfte Kind und der jüngste Sohn des Lübecker Rabbiners Salomon Carlebach und seiner Frau Esther, geb. Adler. Wie seine älteren Brüder Emanuel, Ephraim, Joseph und David besuchte er das Katharineum zu Lübeck bis zum Abitur Ostern 1907. Er ging nach Berlin und studierte am Rabbinerseminar zu Berlin und der Universität Berlin. Von 1912 bis 1917 war er Lehrer an der Adass-Jisroel-Religionsschule und an der Höheren Israelitische Schule (Carlebachschule) in Leipzig.

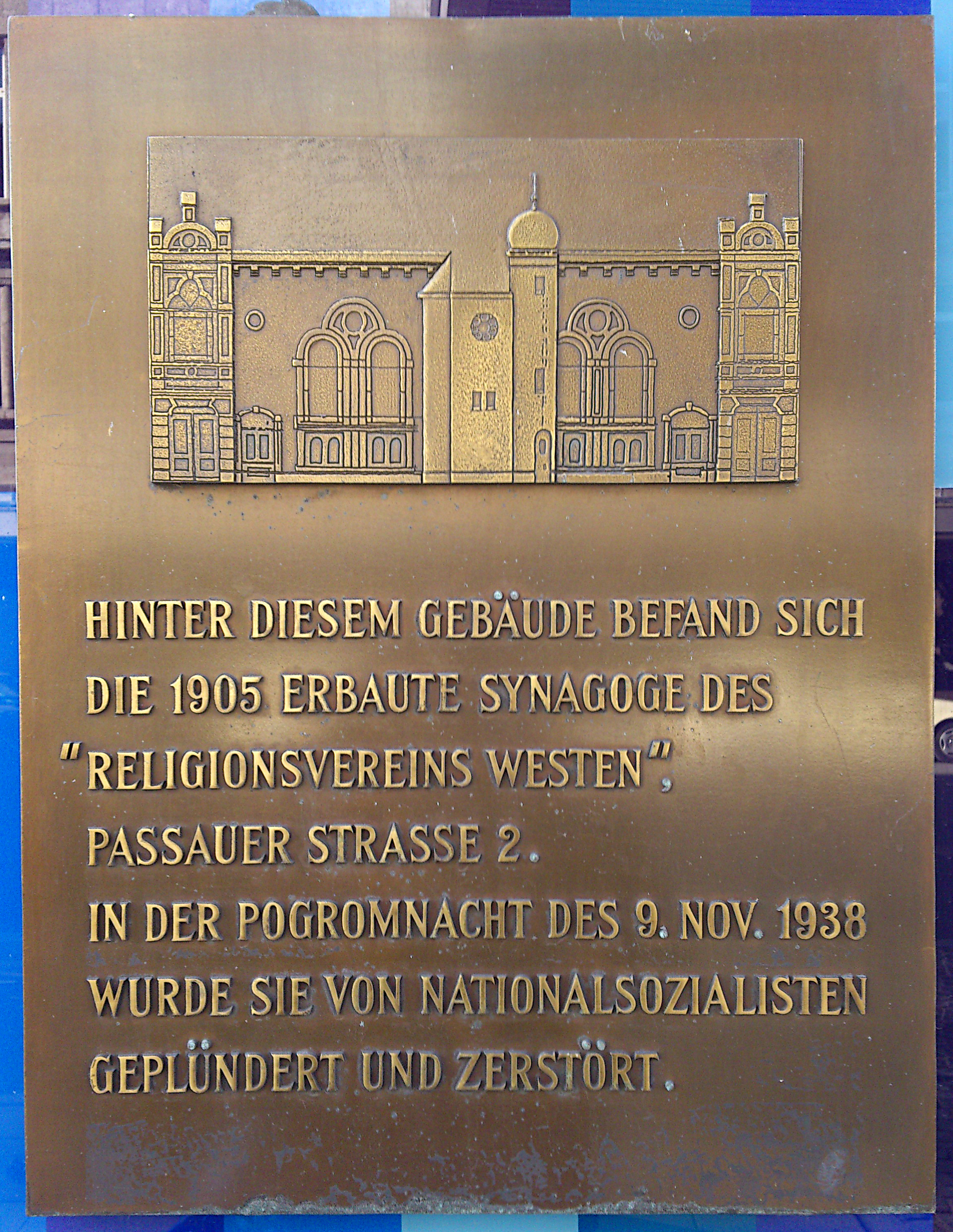
Gedenktafel für die Synagoge Passauer Straße

1917 wurde er zum Rabbiner der Synagoge in der Passauer Straße (Berlin) berufen, dem ältesten und angesehensten Synagogenverein des Berliner Westens.  1923 wurde er zum Oberrabbiner der niederländischen Provinz Friesland gewählt; er entschied sich jedoch, den Ruf abzulehnen und in Berlin zu bleiben. 1924 wurde er an der Universität Leipzig mit einer Dissertation über Georg von Gizycki zum Dr. phil. promoviert.
Am 16. November 1930 wurde er, infolge einer Nachbesetzung, von der Israelitischen Kultusgemeinde Baden bei Wien zum Oberrabbiner der zu jener Zeit drittgrößten jüdischen Gemeinde Österreichs gewählt. Die Familie zog nach Baden, wo Hartwig Carlebach am 9. August 1931 in sein Amt eingeführt wurde.
Am 1. Februar 1938 verlor er sein Amt. Nach dem Anschluss Österreichs flüchtete die Familie am 14. Juli 1938 aus Baden, zunächst nach Litauen, wo er mit der chassidischen Tradition in Berührung kam, und 1939 nach New York City.
Dort fand Hartwig Naphtali Carlebach eine Anstellung als Rabbiner an der Synagoge Kehilath Jacob in der West 79th Street. Durch seine prägende Persönlichkeit und besonderen Stil, der verschiedene Traditionen verband, wurde sie in kurzer Zeit als Carlebach Shul bekannt.
Er war verheiratet mit Paula (Pauline), geb. Cohn (1896–1980) aus Basel. Zu den Kindern des Paares zählten die Zwillinge Shlomo (der singende Rabbi) und Eli Chaim Carlebach, die die Carlebach Shul nach ihm leiteten.
Er wurde in Jerusalem begraben.

## Schriften
- Georg von Gizycki, der Begründer der Gesellschaft für "Ethische Kultur" in Deutschland. Eine ethisch-pädagogische Studie. Diss. Leipzig 1924
- Renegatentum des Geistes. Frankfurt/M. 1937
- Josef Carlebach and his Generation. 1959
- The Carlebach Tradition. The History of my Family. 1973
- Speak to the Children of Israel. 1977.